# Théorème de Bernoulli
Pour les articles homonymes, voir Loi de Bernoulli.
En mécanique des fluides, le théorème de Bernoulli est un principe de conservation de l'énergie sous certaines hypothèses de l'écoulement, établi en 1738 par Daniel Bernoulli. C'est un résultat historique dans le développement de la dynamique des fluides. S’il est initialement utilisé pour des fluides en circulation dans une conduite, il trouve un important champ d'application en aérodynamique.
Il formalise le principe de Bernoulli, qui énonce que pour l'écoulement incompressible, parfait et stationnaire d'un fluide homogène soumis uniquement aux forces de pression et de pesanteur, une augmentation de vitesse entraîne une diminution de pression.

## Énoncé

Variation des trois termes de l'équation le long du coursier d'un moulin : la somme des termes reste constante de l'amont à l'aval, bien que leur part respective varie.

Lors de l'écoulement stationnaire (dont le champ des vitesses ne dépend pas du temps) d'un fluide parfait (sans phénomènes diffusifs comme les effets visqueux, les pertes de charge ou les transferts thermiques) incompressible (dont la masse volumique reste constante) :

La quantité de Bernoulli ci-dessous se conserve le long de chaque chemin tangent au champ des vitesses (c'est-à-dire, sur une ligne de courant) : 
{\displaystyle {v^{2} \over 2}+g\,z+{p \over \rho }=\mathrm {constante} }
avec :
- {\displaystyle p} la pression au point d'étude ;
- {\displaystyle \rho } la masse volumique du fluide ;
- {\displaystyle v} la vitesse au point d'étude ;
- {\displaystyle g} l'accélération de la pesanteur ;
- {\displaystyle z} l'altitude du point d'étude.

Dans le cas général, cette constante est propre à chaque ligne de courant considérée. Mais si l'écoulement est irrotationnel, c'est-à-dire que le rotationnel du champ des vitesses est nul, la quantité de Bernoulli se conserve dans l'intégralité du fluide. Cette constante dépend cependant de l'écoulement considéré. Elle est proportionnelle à la charge.

## Interprétation
Le théorème de Bernoulli traduit en fait la conservation de l'énergie mécanique d'une particule de masse {\displaystyle m} et de volume {\displaystyle V} le long d'une ligne de courant :
- {\displaystyle e_{c}={1 \over 2}{m \over V}v^{2}={1 \over 2}\rho v^{2}} est une densité volumique d'énergie cinétique ;
- {\displaystyle e_{g}={m \over V}gz=\rho gz} est une densité volumique d'énergie potentielle gravitationnelle ;
- {\displaystyle e_{p}=p} est également une densité volumique d'énergie potentielle, dont dérivent les forces de pression dans l'équation de Navier-Stokes.

L'écoulement étant parfait et incompressible, la conservation de l'énergie de la particule donne alors :
ou encore :
qui donne l'équation de Bernoulli en divisant l'égalité par {\displaystyle \rho }. La constante n'est alors plus la même, et devient homogène à une vitesse au carré.

## Formulations étendues
Il existe d'autres formulations du théorème de Bernoulli applicables dans des contextes plus généraux.
- Pour des fluides compressibles

Lorsque les effets de compressibilité dans un fluide ne sont plus négligeables (vitesse des particules de fluide comparable à la vitesse du son dans le fluide), il devient nécessaire d'apporter une correction au terme caractérisant l'énergie potentielle élastique du fluide. Dans le cas idéal d'un gaz parfait et d'un processus adiabatique, on a :
{\displaystyle {v^{2} \over 2}+g\,z+\left({\gamma  \over \gamma -1}\right){p \over \rho }=\mathrm {constante} }
où {\displaystyle \gamma } est l’indice adiabatique défini comme le rapport des capacités thermiques du fluide : {\displaystyle C_{p}/C_{V}}.
- Formulation thermodynamique

{\displaystyle {v^{2} \over 2}+g\,z+h=\mathrm {constante} }
où {\displaystyle h} désigne l'enthalpie spécifique (i.e. par unité de masse). {\displaystyle h=u+{p \over \rho }}, où {\displaystyle u} désigne l'énergie interne spécifique du fluide.
- Échange d'énergie

Dans le cas d'un écoulement d'un point A vers un point B avec échange d'énergie (présence d'une pompe ou d'une turbine), l'expression devient :
{\displaystyle {1 \over 2}\,\rho \,{v_{A}}^{2}+p_{A}+\rho \,g\,z_{A}+{P \over Q_{V}}={1 \over 2}\,\rho \,{v_{B}}^{2}+p_{B}+\rho \,g\,z_{B}}
où {\displaystyle Q_{V}} représente le débit volumique du fluide (en mètres cubes par seconde) et {\displaystyle P} représente la puissance (en watts) de la machine. On a {\displaystyle P>0} dans le cas d'une pompe (la puissance est reçue par le fluide) et {\displaystyle P<0} dans le cas d'une turbine (la puissance est fournie par le fluide).

## Démonstrations
| Équation de Bernoulli pour les fluides incompressibles |
| --- |
| L'équation de Bernoulli pour les fluides incompressibles peut être démontrée par intégration des équations d'Euler du mouvement, qui dans les hypothèses du théorème se ramènent à l'équation de Navier-Stokes. On peut également appliquer le principe de conservation de l'énergie le long d'une ligne de courant, en négligeant les effets thermiques, de viscosité, de compressibilité. C'est ce second point de vue que l'on suit ici. Soit le système fermé contenu à l'instant {\displaystyle t} entre {\displaystyle x_{1}} et {\displaystyle x_{2}} et à {\displaystyle t+\Delta t} entre {\displaystyle x_{1}+v_{1}\Delta t} et {\displaystyle x_{2}+v_{2}\Delta t}. Le fluide est incompressible, la masse {\displaystyle \Delta m} contenue entre {\displaystyle x_{1}} et {\displaystyle x_{1}+v_{1}\Delta t} doit être identique à la masse contenue entre {\displaystyle x_{2}} et {\displaystyle x_{2}+v_{2}\Delta t}. Ce que l'on peut ramener ici à la conservation du débit massique : {\displaystyle \Delta t\,v_{1}\,A_{1}\,\rho =\Delta t\,v_{2}\,A_{2}\,\rho }. Toutes les forces qui s'exercent (forces pressantes et poids) sont conservatives (il n'y a pas d'effet visqueux). On peut donc appliquer le théorème de conservation de l'énergie mécanique au système : {\displaystyle \Delta E_{pp}+\Delta E_{k}=W} où - {\displaystyle \Delta E_{k}=\Delta m({v_{2}}^{2}-{v_{1}}^{2})/2} est la variation d'énergie cinétique du système ; - {\displaystyle \Delta E_{pp}=\Delta m\;g\,h_{2}-\Delta m\;g\,h_{1}} est la variation d'énergie potentielle de pesanteur du système ; - {\displaystyle W=p_{1}A_{1}\,(v_{1}\Delta t)-p_{2}A_{2}\,(v_{2}\Delta t)} est le travail des forces de pressions. Soit : {\displaystyle {1 \over 2}\,\Delta m\;{v_{2}}^{2}-{1 \over 2}\,\Delta m\;{v_{1}}^{2}+\Delta m\;g\,h_{2}-\Delta m\;g\,h_{1}=p_{1}\,A_{1}\,(v_{1}\,\Delta t)-p_{2}\,A_{2}\,(v_{2}\,\Delta t)} D'où, en divisant par {\displaystyle \Delta m} : {\displaystyle {{v_{1}}^{2} \over 2}+g\,h_{1}+{p_{1} \over \rho }={{v_{2}}^{2} \over 2}+g\,h_{2}+{p_{2} \over \rho }} Et donc : {\displaystyle {v^{2} \over 2}+g\,h+{p \over \rho }=C} La démonstration est faite dans le contexte particulier d'un écoulement obéissant à la géométrie de la figure. Cependant, pour un écoulement quelconque en régime permanent, on pourra toujours définir au voisinage d'une ligne de courant une section sur laquelle la vitesse est homogène, et raisonner comme précédemment. |
| Équation de Bernoulli pour les fluides compressibles |
| --- |
| La démonstration est identique à celles pour les fluides incompressibles : elle s'appuie sur la conservation du débit et de l'énergie. Mais on doit prendre en compte dans la variation d'énergie du système la variation d'énergie interne du fluide entre {\displaystyle t} et {\displaystyle t+\Delta t}. La conservation de l'énergie appliquée au système devient alors : {\displaystyle {1 \over 2}\,\Delta m\,{v_{2}}^{2}-{1 \over 2}\,\Delta m\,{v_{1}}^{2}+\Delta m\,g\,h_{2}-\Delta m\,g\,h_{1}+\Delta m\,u_{2}-\Delta m\,u_{1}=p_{1}\,A_{1}\,(v_{1}\,\Delta t)-p_{2}\,A_{2}\,(v_{2}\,\Delta t)} D'où : {\displaystyle {{v_{1}}^{2} \over 2}+g\,h_{1}+u_{1}+{p_{1} \over \rho }={{v_{2}}^{2} \over 2}+g\,h_{2}+u_{2}+{p_{2} \over \rho }} Si on note l'enthalpie spécifique {\displaystyle \omega }, dans le cas d'un gaz parfait, on vérifie {\displaystyle \gamma ={\omega \over u}}. Comme {\displaystyle \omega =u+{p \over \rho }}, on a {\displaystyle \omega ={\gamma \over \gamma -1}\cdot {p \over \rho }}. Donc dans ce cas : {\displaystyle {v^{2} \over 2}+g\,h+{\gamma \over \gamma -1}\cdot {p \over \rho }=\mathrm {constante} } |

## Variante adimensionnelle de l'équation de Bernoulli
Dans un écoulement où la variation d'énergie potentielle peut être négligée, si l'on écrit l’équation de Bernoulli en deux points le long d’une ligne de courant (le deuxième point étant loin du corps), on obtient :
{\displaystyle {1 \over 2}\,\rho \,v^{2}+p={1 \over 2}\,\rho \,{v_{\infty }}^{2}+p_{\infty }}.
D'où l'on peut tirer :
{\displaystyle p-p_{\infty }={1 \over 2}\,\rho \,{v_{\infty }}^{2}-{1 \over 2}\,\rho \,v^{2}}.
En divisant par la pression dynamique de l'écoulement {\displaystyle {1 \over 2}\,\rho \,{v_{\infty }}^{2}}, on obtient :
{\displaystyle {p-p_{\infty } \over {1 \over 2}\,\rho \,{v_{\infty }}^{2}}=1-{v^{2} \over {v_{\infty }}^{2}}}.
Si à présent on pose :
{\displaystyle C_{p}={p-p_{\infty } \over {1 \over 2}\,\rho \,{v_{\infty }}^{2}}} et {\displaystyle C_{v}={v \over v_{\infty }}}
{\displaystyle C_{p}} étant le coefficient de pression et {\displaystyle C_{v}} étant le coefficient de vitesse, l'équation de Bernoulli se ramène à :
{\displaystyle C_{p}=1-{C_{v}}^{2}}
Cette égalité très simple constitue la variante adimensionnelle de l’équation de Bernoulli.
Contrairement à ce que la relative complexité de leur libellé peut laisser penser, les coefficients adimensionnels de pression et de vitesse {\displaystyle C_{p}} et {\displaystyle C_{v}} sont extrêmement intuitifs et représentent bien les sous ou surpressions et les sous ou survitesses qui intéressent les mécaniciens des fluides ; ceci explique pourquoi ils apparaissent dans tous les résultats d’essais en souffleries.
La variante adimensionnelle de l'équation de Bernoulli s'applique en chaque point d'un écoulement (en dehors de la couche limite), donc en un seul point, ce qui peut sembler contradictoire avec le fait que l'équation classique de Bernoulli met en relation les caractéristiques de deux points sur la même ligne de courant. L'explication de cette rupture apparente de logique est que les {\displaystyle C_{p}} et {\displaystyle C_{v}} intègrent dans leur libellé la référence à certaines caractéristiques des points à l'infini amont (suffisamment à l'écart du corps). Il n'y a donc là qu'une libéralité apparente.

## Applications
- À vitesse nulle ({\displaystyle v=0}), on retrouve la loi de l'hydrostatique.
- Effet Venturi :
  - Supposons maintenant que la vitesse ne soit pas nulle, mais que l'on reste toujours à la même altitude (z constant).
  - Si un liquide s'écoule dans une canalisation, alors comme il est incompressible, son débit (volume transitant à travers une surface par unité de temps) est constant. Si la canalisation s'élargit, alors la vitesse diminue (puisque le débit est le produit de la vitesse par la section, les deux varient à l'inverse). Le théorème de Bernoulli nous indique alors que la pression augmente. À l'inverse, si la canalisation se rétrécit, le fluide accélère et sa pression diminue. On qualifie ce dispositif expérimental de tube de Venturi.
  - Ce résultat est assez peu intuitif car on s'attendrait à ce que la pression augmente lorsque la section diminue.

- Effet Magnus :
  - Si maintenant la conduite reste de section constante mais que l'on met un obstacle à l'intérieur ; l'obstacle diminue la section, on a donc le même effet. Si cet obstacle est un cylindre tournant, d'axe perpendiculaire à l'axe de la canalisation, alors le frottement accélère le fluide d'un côté et le ralentit de l'autre. On a donc une diminution de pression d'un côté et une augmentation de l'autre, le cylindre subit une force : c'est l'effet Magnus (l'on considère souvent l'effet Magnus dans l'air, qui est un fluide compressible, mais le principe général reste le même).
  - Si la canalisation a une section constante, et qu'elle ne présente pas d'obstacle, alors la vitesse est constante. Si l'altitude varie, alors l'équation de Bernoulli nous indique que la pression varie à l'opposé de l'altitude.
  - On peut évaluer alors la pression dynamique : {\displaystyle q={\tfrac {1}{2}}\,\rho \,v^{2}}.

- Tube de Pitot :
  - Cet appareil de mesure permet d'évaluer la vitesse d'écoulement d'un fluide en mesurant la différence de pression entre deux points A et B de l'écoulement joint par une ligne de courant. Au point A, le fluide est supposé être à vitesse (quasi) nulle, on cherche la vitesse en B. Les points étant sensiblement à la même altitude, on peut appliquer le théorème de Bernoulli sous sa forme usuelle entre A et B.

## Approche historique
La première formulation du théorème de Bernoulli apparaît dans Hydrodynamica - De viribus et motibus fluidorum commentarii de Daniel Bernoulli (première édition en 1738). Pour d'Alembert, ce texte est l'œuvre fondatrice de l'hydrodynamique en tant que discipline physique moderne. 
Il est alors formulé comme un bilan macroscopique global et une méthode de calcul, dans le cadre de la résolution d'un problème technique : la détermination de la durée de vidange des vases munis d'un orifice. 
La justification réside dans l'égalité de la montée potentielle et de la descente actuelle. Il s'agit d'une transposition aux fluides de la conservation des forces vives, déjà connue en mécanique, et qui est en fait l'ancêtre du principe de conservation de l'énergie dans le domaine de la physique classique.
C'est seulement en 1755, avec les travaux d'Euler, que le théorème apparaît sous la forme d'un bilan local plus proche des formulations contemporaines.